# Calopteryx orientalis
Calopteryx orientalis – gatunek ważki z rodziny świteziankowatych (Calopterygidae), przez część autorów uznawany za podgatunek Calopteryx splendens. Występuje wzdłuż południowych wybrzeży Morza Kaspijskiego oraz w górach Kopet-dag w Turkmenistanie.